# 模式转盘

一种常见的模式转盘。

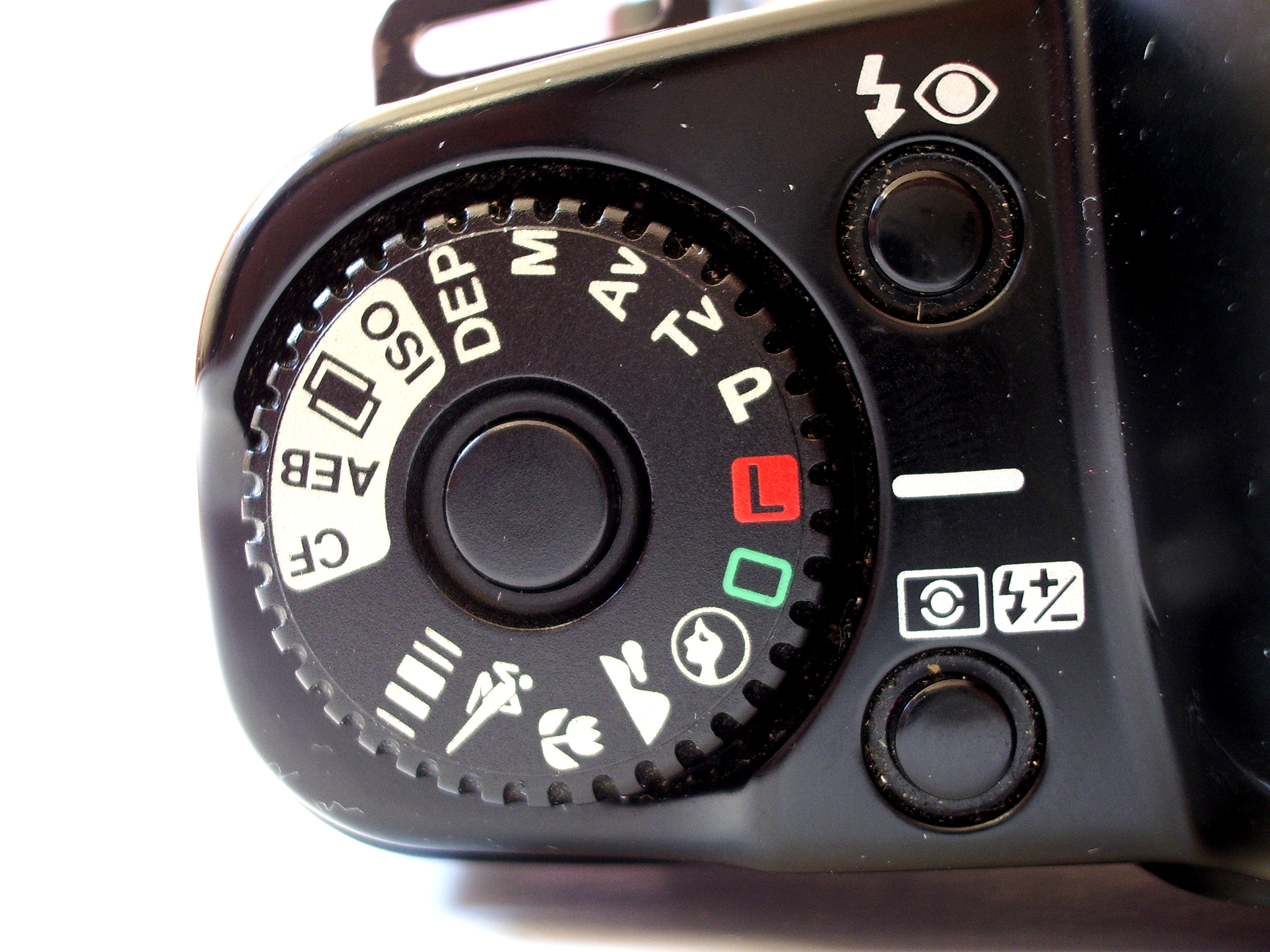
佳能 EOS 100相机上的模式转盘

模式转盘是数码相机上用于改变拍摄模式的一个装置。大多数情况下，模式转盘位于相机顶部，机身比较薄的卡片机一般位于相机背面。模式转盘上的模式因相机型号、生产厂家的不同而存在差异，但是基本上都含有以下几种常见模式：
- 手动模式：手动曝光（M），程序自动曝光（P），快门优先（S或Tv），光圈优先（Av）
- 自动模式：人像，夜间人像，风光，微距，运动